# Бристол Јупитер
Бристол Јупитер (енгл. Bristol Jupiter) је био звездасти четворотактни бензински клипни мотор са 9 цилиндара хлађен ваздухом. Производио се од 1918. године у Великој Британији у фабрици Бристол аероплејн компани.

## Развој
Током 1917. конструктор енглеске фирме Космос (Cosmos) Рој Феден (Roy Fedden) почео је рад на развоју звездастог мотора снаге преко 400 КС. Већ приликом првог испитивања прототипа 29. октобра 1918. године на пробном столу постигнута је снага од 290 kW (395 КС). Када је фирма банкротирала јануара 1920. енглеска влада је одлучила да се производња настави у фабрици Бристол. Била је то исправна одлука јер је тај мотор постао „No.1” у периоду после 1925. године. 
По лиценци мотор је произвођен у француској фабрици Гном-Рон (Gnôme et Rhône), у Немачкој (Siemens-Halske), Пољској (PZL), Јапану (Nakajima), Италији (Alfa Romeo), Чехословачкој (Walter), Југославији (Индустрија Мотора Раковица) али највише их је произведено у Совјетском Савезу под ознаком Швецов М-22. Одликовао се занимљивим решењем са четири вентила по цилиндру који су имали полужни механизам подизача чиме је омогућен исти зазор вентила без обзира на радну температуру мотора. Кућиште мотора израђено је од алуминијума.

## Југославија
Од половине 1928. до 1933. године производио се у Индустрији аеропланских мотора у Раковици по лиценци купљеној од Гном-Рона у две верзије: 9Ац (без редуктора) снаге 420 КС и 9Ак (са редуктором) снаге 480 КС. Укупно је направљено 320 мотора и то тако што су прво две године склапани мотори од делова који су набављани у иностранству, а јануара 1930. освојена је њихова самостална производња. Када је 1933. истекла лиценца, у ИАМ су произвођени резервни делови и рађен ремонт ових мотора.
У Југославији овај тип мотора коришћен је као погонска група на следећим авионима: Дорније (Dornier) До Вал (480 КС), Јункерс Г.24нао (420 КС), АВИА БХ.33Е (480 КС) и Бреге (Breguet) XIX (обе варијанте мотора).

## Коришћење
- Дорније
- Јункерс Г.24
- АВИА БХ.33Е
- Бреге